# Matthias Strohmaier
Matthias Strohmaier (* 11. März 1994 in Dingolfing) ist ein deutscher Fußballspieler, der auf der Position des Innenverteidiger spielt und seit 1. Juli 2019 beim VfR Garching unter Vertrag steht.

## Karriere

### Vereine
Vom 14. bis 19. Lebensjahr hatte Strohmaier dem Jugendinternat des TSV 1860 München angehört, ehe er zur Saison 2012/13 vom FC Augsburg für deren zweite Mannschaft verpflichtet wurde. Für diese erzielte er in zwei Spielzeiten in der viertklassigen Regionalliga Bayern vier Tore in 45 Punktspielen.
Noch während der laufenden Saison wurde er vom FC Bayern München für die zweite Mannschaft verpflichtet. Mit seinem Debüt am 28. April 2014 (34. Spieltag) beim 6:0-Sieg im Heimspiel gegen den SV Seligenporten hatte er noch Anteil an der gewonnenen Meisterschaft. In den beiden folgenden Spielzeiten unter den Trainern Erik ten Hag (bis 2015) und Heiko Vogel bestritt er 46 Punktspiele, in denen er zwei Tore erzielte.
Zur Saison 2016/17 wurde Strohmaier vom Super-Ligisten FC Vaduz aus Liechtenstein verpflichtet, bei dem er einen bis zum 30. Juni 2018 laufenden Vertrag unterzeichnete. Sein Pflichtspieldebüt gab er am 21. Juli 2016 beim 2:2 im Spiel gegen den FC Midtjylland im Rückspiel der zweiten Qualifikationsrunde für die Europa League 2016/17.
Strohmaier wechselte zur Saison 2017/18 zum bayerischen Regionalligisten 1. FC Schweinfurt 05. Mit den Unterfranken erreichte er in seiner ersten Spielzeit die zweite Hauptrunde im DFB-Pokal und gewann den bayerischen Toto-Pokal.

### Nationalmannschaft
Sein Debüt im Nationaltrikot gab Strohmaier am 22. März 2012 in Emmendingen bei der 2:3-Niederlage der U-18-Nationalmannschaft gegen Frankreich mit Einwechslung für Robin Yalçın in der 75. Minute. Im selben Jahr wurde er auch erstmals für die U-19-Nationalmannschaft aufgeboten, für die er am 14. August in Falkirk beim 1:0-Sieg über die Auswahl Schottlands debütierte.

## Titel und Erfolge
FC Bayern München II
- Meister Regionalliga Bayern: 2013/14

FC Vaduz
- Liechtensteiner Cupsieger: 2016/17

1. FC Schweinfurt 05
- Bayerischer Pokalsieger: 2017/18